# Lewiston (Minnesota)
Lewiston é uma cidade localizada no estado americano de Minnesota, no Condado de Winona.

## Demografia
Segundo o censo americano de 2000, a sua população era de 1484 habitantes.
Em 2006, foi estimada uma população de 1483, um decréscimo de 1 (-0.1%).

## Geografia
De acordo com o United States Census Bureau tem uma área de
2,8 km², dos quais 2,8 km² cobertos por terra e 0,0 km² cobertos por água. Lewiston localiza-se a aproximadamente 370 m acima do nível do mar.

## Localidades na vizinhança
O diagrama seguinte representa as localidades num raio de 16 km ao redor de Lewiston.